# Karl Ziegler (Sänger)
Karl Ziegler (* 15. Juni 1886 in Karlsruhe; † 21. Mai 1944 in Wien) war ein deutscher Opernsänger (Tenor).

## Leben
Ziegler hatte zu Beginn seiner Karriere von 1908 bis 1913 ein Engagement an der Wiener Volksoper. Im Jahre 1911 sang er den „Königssohn“ in der Wiener Premiere Engelbert Humperdincks Königskinder und im Jahre 1913 die Rolle des „Folco“ in der Uraufführung in Deutsch von Isabeau von Mario Mascagni. Von 1911 bis 1913 sang er die Rolle des „David“ in Wagners Meistersinger von Nürnberg bei den Bayreuther Festspielen.

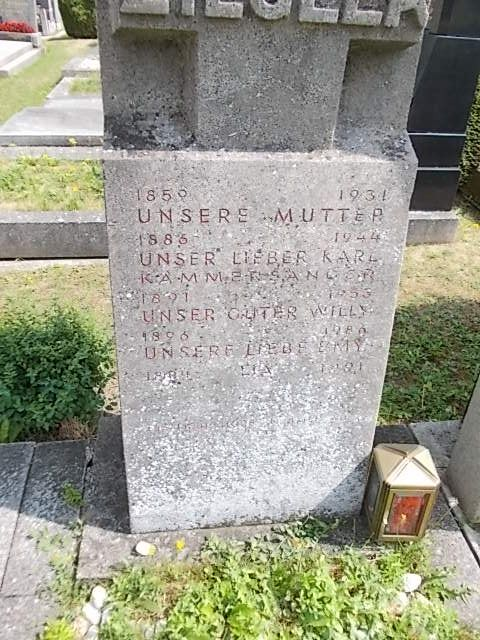
Grabstätte von Karl Ziegler

Von 1913 bis 1917 arbeitete er an der Staatsoper Hamburg und von 1917 bis 1919 an der Oper in Frankfurt am Main. Dort bekleidete er die Rolle des Alviano Salvago in Franz Schrekers Die Gezeichneten (April 1918 bis 1925). Nach mehreren Gastauftritten 1918 und 1919 wurde er ein festes Mitglied der Wiener Staatsoper. Von 1939 bis 1941 hatte er Auftritte an der Wiener Volksoper.
In den 1930er Jahren erlangte er einen Ruf als Opernsänger im Österreichischen Radio. Er starb am 21. Mai 1944 und wurde auf dem Döblinger Friedhof (3-2-3) beigesetzt.
Karl Ziegler hinterließ wenige Schallplatten der Marken Odeon (Wien 1912) und Anker (Berlin 1913–14).